# كانتا كوندو
كانتا كوندو (باليابانية: 近藤 貫太) (11 أغسطس 1993 في إيمباري في اليابان – )؛ هو لاعب كرة قدم ياباني سابق كان يلعب كلاعب وسط.

## وصلات خارجية
- كانتا كوندو على موقع رابطة كرة القدم اليابانية للمحترفين (اليابانية)
- كانتا كوندو على موقع قاعدة بيانات كرة القدم.إي يو (الإنجليزية)
- كانتا كوندو على موقع Soccerway.com (الإنجليزية)
- كانتا كوندو على موقع عالم كرة القدم.نت (الإنجليزية)